# Staropramen

Logo-ul Staropramen

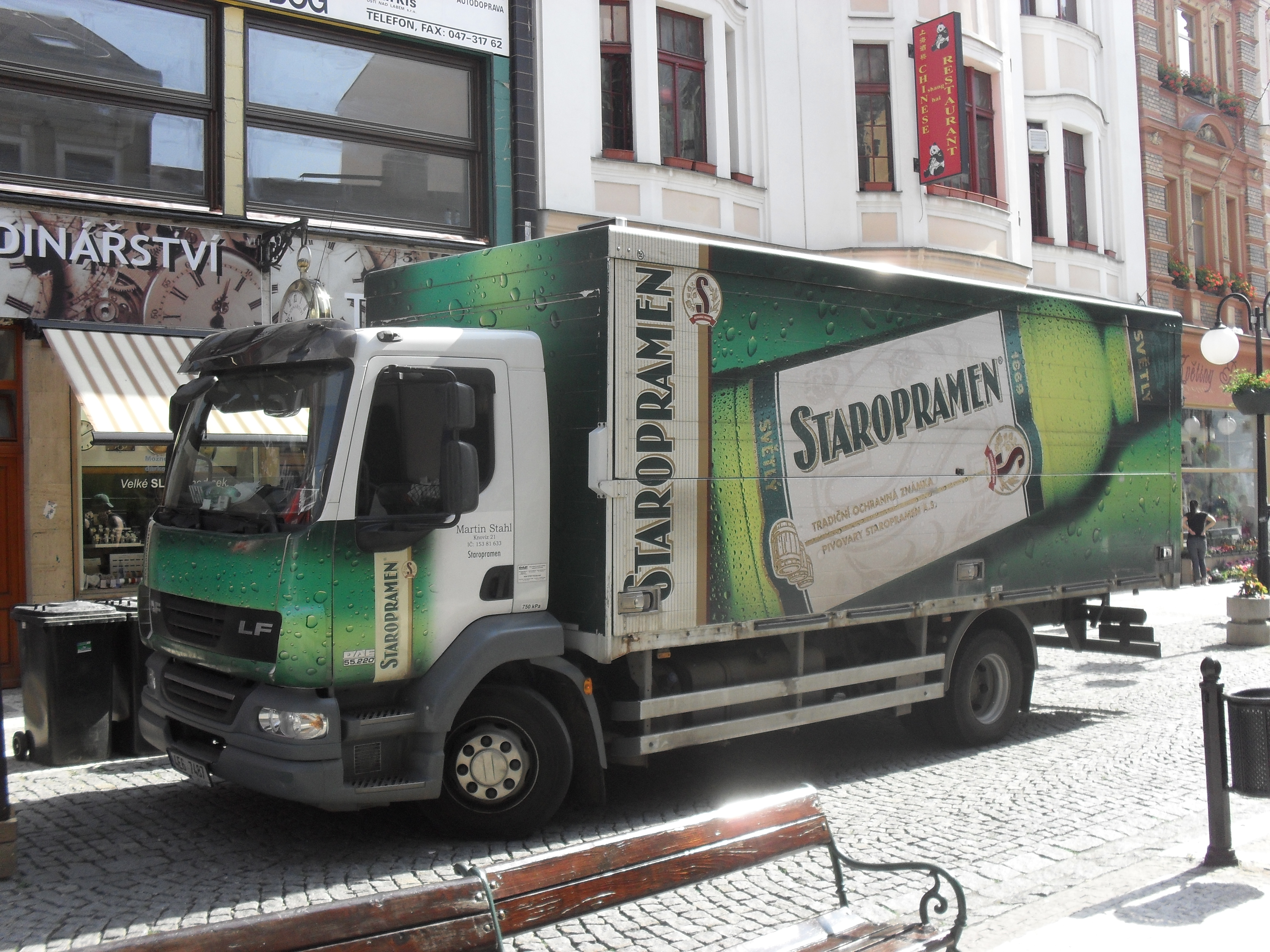
Camion Staropramen

Staropramen (Pivovary Staropramen s.r.o.) este o companie producătoare de bere din Republica Cehă, care are sediul în districtul Smíchov⁠(d) al orașului Praga și se află în prezent pe locul 2 (ca volum al vânzărilor) în rândul producătorilor de bere cehi, după Pilsner Urquell. A fost fondată în anul 1869, iar numele de marcă Staropramen, care înseamnă literal „primăvara veche”, a fost înregistrat în 1911. Fabrica este deținută în prezent de compania multinațională canadiano-americană Molson Coors⁠(d), iar produsele sale sunt exportate în 37 de țări diferite, în principal din Europa și America de Nord.

## Istoric
Istoria fabricii de bere Staropramen începe în anul 1869, când au fost oferite spre vânzare acțiunile unei „companii producătoare de bere din Smíchov”. Clădirea fabricii de bere a fost construită în 1871, iar în acel an a început să fie produsă bere sub marca Staropramen. Fabrica de bere Ostravar a fost deschisă în 1898 și a fost urmată un an mai târziu de fabrica de bere Braník; aceste două companii producătoare de bere aveau să fuzioneze ulterior cu compania Staropramen.
Datorită concurenței altor fabrici de bere din Praga, numele de marcă Staropramen, care se traduce în limba română ca „izvorul vechi”, a fost înregistrat în 1911. După Primul Război Mondial, toate cele trei fabrici de bere au cunoscut o perioadă de creștere susținută, iar în anii 1930 Staropramen a devenit cea mai mare companie producătoare de bere din Cehoslovacia. În urma instaurării regimului comunist în Cehoslovacia după cel de-al Doilea Război Mondial, toate fabricile de bere cehoslovace au fost naționalizate, inclusiv Staropramen. După căderea regimului comunist în 1989, fabrica de bere Staropramen, împreună cu fabricile de bere Braník și Měšťan, a devenit în anul 1992 parte componentă a grupului Pražské Pivovary (Berăriile Pragăi), care a intrat în 1996 sub controlul companiei engleze Bass. Compania Bass a achiziționat fabrica de bere Ostravar în 1997, iar mai apoi, în anul 2000, a vândut operațiunile sale de fabricare a berii către compania belgiană Interbrew, care a fuzionat cu compania braziliană AmBev⁠(d) în 2004 pentru a forma concernul Inbev. Staropramen a cunoscut o creștere constantă și este în prezent al doilea cel mai mare producător de bere din Republica Cehă, cu o cotă de 15,3% din piața internă.
La mijlocul lunii octombrie 2009 fondul britanic de capital privat CVC Capital Partners a cumpărat toate activele concernului multinațional Anheuser–Busch InBev⁠(d) din Europa Centrală și de Est (inclusiv fabrica de bere Staropramen) pentru 2,23 miliarde de euro și au pus bazele grupului industrial producător de bere StarBev. În aprilie 2012 compania multinațională canadiano-americană Molson Coors⁠(d) a cumpărat grupul industrial StarBev.

## Produse

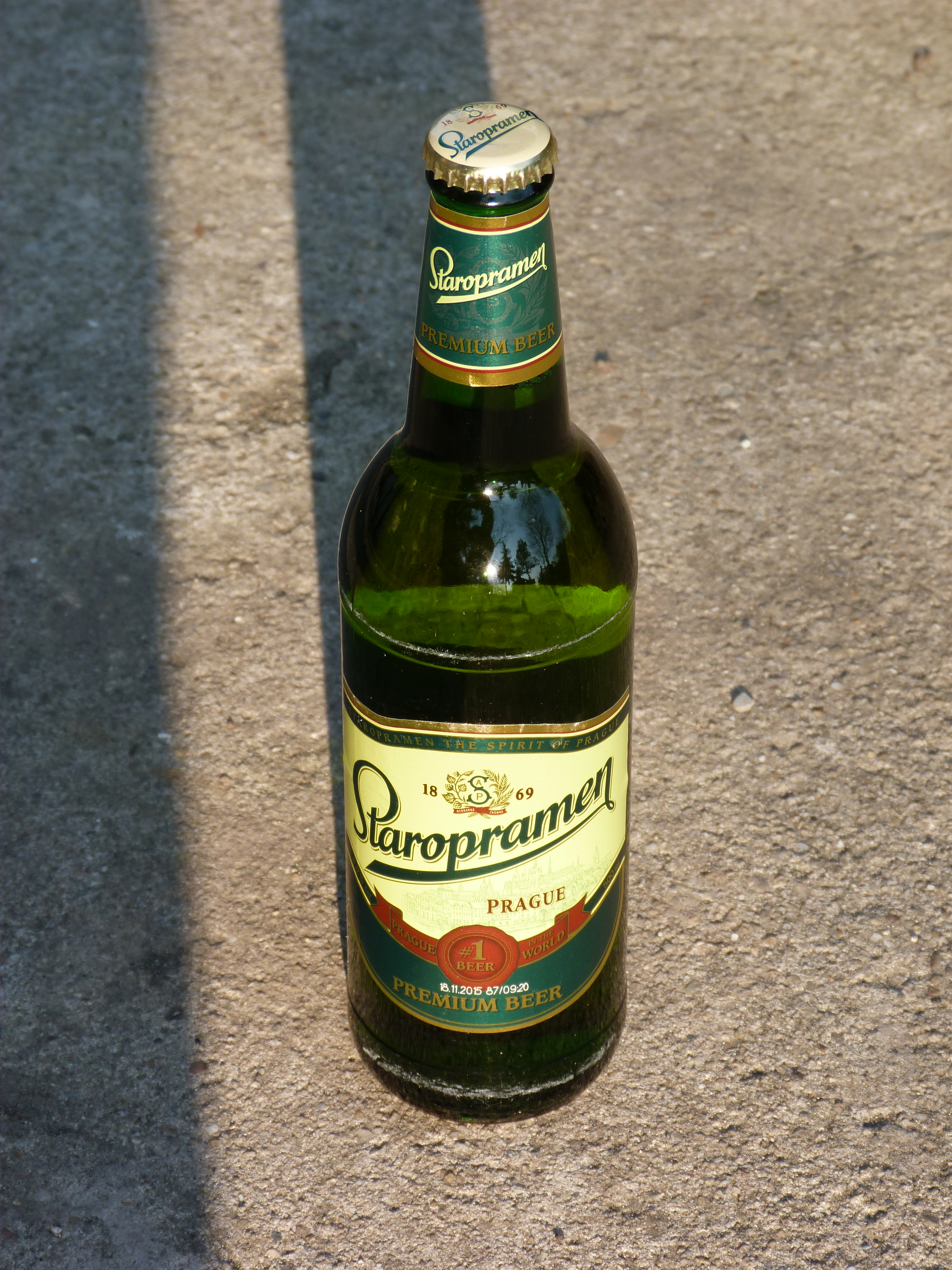
Staropramen Premium

- Staropramen Smíchov – o bere de tip pale draught cu 4,0% alcool (în cehă: 10° sau Výčepní).
- Staropramen Jedenáctka – o bere de tip pale lager, care conține 4,7% alcool (în cehă: 11° sau Ležák).
- Staropramen Ležák (Premium) – o bere de tip pale lager și sortiment principal al mărcii, care conține 5,0% alcool (în cehă: 12° sau Ležák).
- Staropramen Černý – o bere neagră cu 4,4% alcool (în cehă: Tmavé).
- Staropramen Nefiltr Pšeničný – o bere de tip lager din grâu nefiltrat cu 5,0% alcool (în cehă: Nefiltrované).
- Staropramen Nealko – o bere cu un conținut scăzut de alcool cu max. 0,5% alcool (în cehă: Nealkoholické).
- Staropramen Extra Chmelená – o bere amară de tip pale lager, care conține 5,2% alcool.
- Staropramen Déčko – o bere de tip pale cu un conținut redus de zahăr (dia) și 4,0% alcool.
- Staropramen Granát – o bere semineagră de tip lager cu 4,8% alcool.

Compania produce, de asemenea, beri sub mărcile Ostravar, Braník și Velvet. Berea Staropramen este produse sub licență și în alte câteva țări europene, inclusiv Serbia (Apatinska pivara), Croația (Zagrebačka pivovara), România (Bergenbier) și Georgia (JSC Lomisi).